# Ods Herred

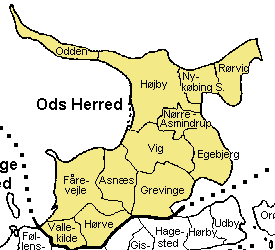
Ods Herred

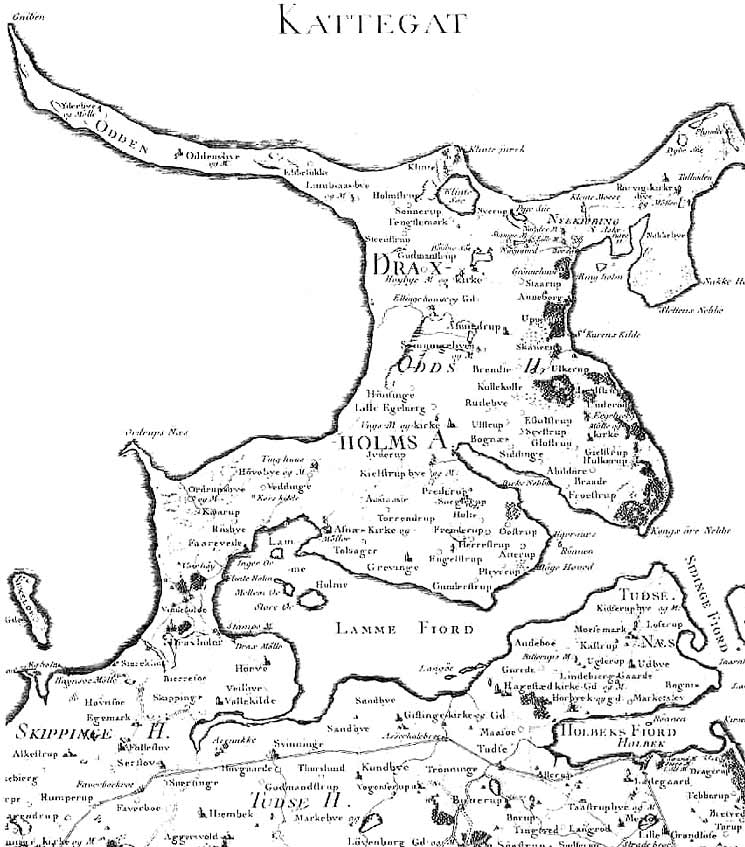
Odsherred ca. 1768

Ods Herred was een herred in het voormalige Holbæk Amt in Denemarken. De herred wordt in Kong Valdemars Jordebog vermeld als Odzhæreth. In 1970 werd het gebied deel van de nieuwe provincie Vestsjælland. Bij de bestuurlijke herindeling van 2007 herrees de historische herred in de nieuwe gemeente Odsherred. 

## Parochies
Naast de stad Nykøbing S omvatte de herred elf parochies. Lumsås is daar pas in 2010 als zelfstandige parochie bij gekomen.
- Asnæs
- Egebjerg
- Fårevejle
- Grevinge
- Højby
- Hørve
- Lumsås (niet op de kaart)
- Nykøbing S
- Nørre Asmindrup
- Odden
- Rørvig
- Vallekilde
- Vig